# 佐野市立野上小学校
佐野市立野上小学校（さのしりつ のがみしょうがっこう）は、栃木県佐野市長谷場町にあった公立の小学校。
2013年3月に閉校した。

## 沿革
- 1984年 - 田沼町の作原小学校と長谷場小学校が統合して田沼町立野上小学校として開校。
- 2005年2月28日 - 田沼町と佐野市との合併により佐野市立野上小学校となる。
- 2013年
  - 3月23日 - 閉校式が行われる[1]。
  - 4月1日 - 佐野市立三好小学校に統合される。

## はだし教育
- はだし教育を実践している。子供たちは一年間の殆どを裸足で過ごす。

## 閉校後
- 閉校後も校舎や体育館は残されており[2]、佐野市管理施設として投票所[3]や指定避難所となっている[4]。2021年時点では、公募型プロポーザル方式で民間活用の募集方針であった[5]。